# Ystads Tändsticksfabrik
Ystads Tändsticksfabrik, eller Sydsvenska Tändsticksfabriken, var en tändsticksfabrik i Ystad, som grundades 1871 av Wilhelm Pettersson. År 1872 bildades Ystads Tändsticksfabriks AB. 
Omkring 1880 hade företaget ett 60-tal anställda i fabriken samt drygt 100 hemarbetare, vilka klistrade askar av fanér. 
Wilhelm Pettersson tog initiativ till att bilda Swedish Match Company Ltd i London 1887 för att slå samman ett antal svenska tändsticksfabriker. Det nya bolaget förvärvade Ystads tändsticksfabrik i utbyte mot aktier och utsåg Pettersson till verkställande direktör. Swedish Match Factory Company blev inte framgångsrikt, utan sattes i konkurs 1889. Ystadfabriken återupptog tillverkningen 1891 under sonen Bernt Pettersson, som drev den till sin död 1893. Ett nytt bolag, Ystad Tändsticksfabrik AB, drev därefter produktion i liten skala 1897-1899.